# Valenton
Valenton és un municipi francès, situat al departament de Val-de-Marne i a la regió de l'Illa de França.
Forma part del cantó de Villeneuve-Saint-Georges i del districte de Créteil. I des del 2016, de la divisió Grand-Orly Seine Bièvre de la Metròpoli del Gran París.